# Ekaterina Scherf
Ekaterina (Rina) Scherf (* als Ekaterina Lambrinos am 18. Oktober 1896 in Graz; † 12. April 1983 in Knittelfeld) war eine österreichische Dirigentin und Pionierin in der traditionellen Blasmusik.

## Leben
Ekaterina Lambrinos wurde in Graz geboren, besuchte die Bürgerschule Marburg, wo sie auch 1916 die Reifeprüfung und 1918 die Lehramtsprüfung ablegte. Sie bekam 1920 eine Stelle als Lehrerin in der kleinen obersteirischen Gemeinde Ranten, wo sie ca. 1923 Johann Scherf heiratete, der bis zu seinem Tod 1939 Direktor der örtlichen Volksschule war. Ebenfalls 1923 wurde die musikalische Frau „auf innständiges Bitten des Kapellmeisters und mit der großzügigen Zusage ihres Gatten“ Dirigentin der Blasmusik Ranten, wie die Chronik des Musikvereins berichtet. Ein Jahr später konnte die Kapelle bei einem Wettbewerb sogar den ersten Preis unter 14 Blaskapellen erringen. 1928 zogen sich der Kapellmeister und einige ältere Mitglieder aus der Kapelle zurück. Nach dem neuen Kapellmeister Franz Staber erhielt die Gruppe im Volksmund den Namen „Franz Staber-Musik“, die mit Rina Scherf als Dirigentin als Marsch- und Tanzmusikkapelle in der weiteren Umgebung bekannt wurde. Die siebenköpfige Kapelle wurde 1939 aufgelöst. Rina Scherf wurde 1950 Chormeisterin des Arbeitergesangsvereins Murau. Nach ihrer Pensionierung zog sie 1955 nach Murau, wo sie mit ihrem Pflegesohn lebte. Sie gab Unterricht für Zither und leitete den Chor noch bis zu ihrem 81. Lebensjahr. Der Arbeitergesangverein löste sich nach ihrem Rückzug 1977 auf.
In der Steiermark sollte erst 1965 mit Friederike Fixl (Murau) wieder eine Frau eine aktive Rolle in einem Blasmusikverein spielen.